# Claudia Reinhardt
Claudia Reinhardt, (født 1964 i Tyskland) er en tysk kunstner med fokus på fotografiet. 

## Baggrund
Claudia Reinhardt blev født i det sydlige Tyskland i 1964. I en alder af atten forlod hun sin hjemby for at bo et år i London. Tilbage i Tyskland studerede hun filosofi og litteraturhistorie i Heidelberg. Efter to år afbrød hun sine studier og begyndte at undervise i fotografi. Hun flyttede til Berlin for at arbejde som fotoassistent. Efter nogle år flyttede hun til Hamburg for at arbejde som freelance modefotograf. Hendes arbejde blev offentliggjort i forskellige magasiner (Szene, Tempo, ID-London). I 1988-1994 var hun elev på kunstakademiet i Hamborg. Hendes vigtigste lærer var Bernhard Johannes Blume. I den tid grundlagde hun kunstmagasinet Neidtogether med Ina Wudtke og Heiko Wichmann. Gennem en bevilling fra DAAD (Deutsch Akademischer Austauschdienst) kunne hun bo og arbejde i Los Angeles, hvor hun studerede på University of California og Irwin University, Californien. Herefter flyttede hun tilbage til Berlin. I 2000 blev hun ansat som undervisner ved Kunstakademiet i Bergen, Norge. Hun besad denne stilling som lektor frem til 2012. I dag bor og arbejder hun  som kunstner i Berlin og Oslo.

## Kunstnerisk praksis
Killing Me Softly - Todesarten er en serie på ti fotografier, som skildrer ti kvindelige kunstneres selvmord, med Claudia Reinhardt som model for dem alle. Serien omfatter Sarah Kane, Unica Zürn, Clara Immerwahr, Sylvia Plath, Adelheid Duvanel, Ingeborg Bachmann, Anne Sexton, Diane Arbus, Pierre Molinier, og Karin Boye.
No Place Like Home er en serie på 25 fotografier baseret på byen Viernheim, hvor Reinhardt voksede op. 
Dødspar, Liebespaare er en serie på 19 billeder, hvor Reinhardt iscenesætter selvmord af par. Ligesom i hendes serie Killing Me Softly - Todesarten bruger hun autentiske historier til at visualisere det sidste øjeblik af disse folks liv. Serien omfatter Stefan Zweig og Lotte Zweig, Heinrich von Kleist og Henriette Vogel, André Gorz og hans kone Dorine, Jochen Klepper og hans kone Johanna Stein og hendes datter Renate, Arthur Koester og Cynthia Jefferies, Bernard und Georgette Cazes og andre.

## Udvalgte udgivelser
- Reinhardt, Claudia. Schau mich bitte nicht so an... Slubice, Poland: Galeria Prowincjonalna.
- Reinhardt, Claudia. Killing Me Softly- Todesarten. Aviva Verlag/Berlin and Bergen National Academy of the Arts. ISBN 3-932338-21-9.
- Reinhardt, Claudia [Übers.: Jana (2005). No place like home (1. Aufl. udgave). Berlin: Verbrecher-Verl. ISBN 3-87512-413-8.
- Reinhardt, Claudia. Die vorgestellte Frau. Köln: R&B Verlag. ISBN 978-3-9808554-7-1.

## Repræsentation
Hun er repræsenteret i samlingerne Gaby u. Wilhelm Schurmann, Aachen, og F.C. Gundlach, Hamburg.

## Eksterne links
- Artist's Official website